# Schlösslesmühle

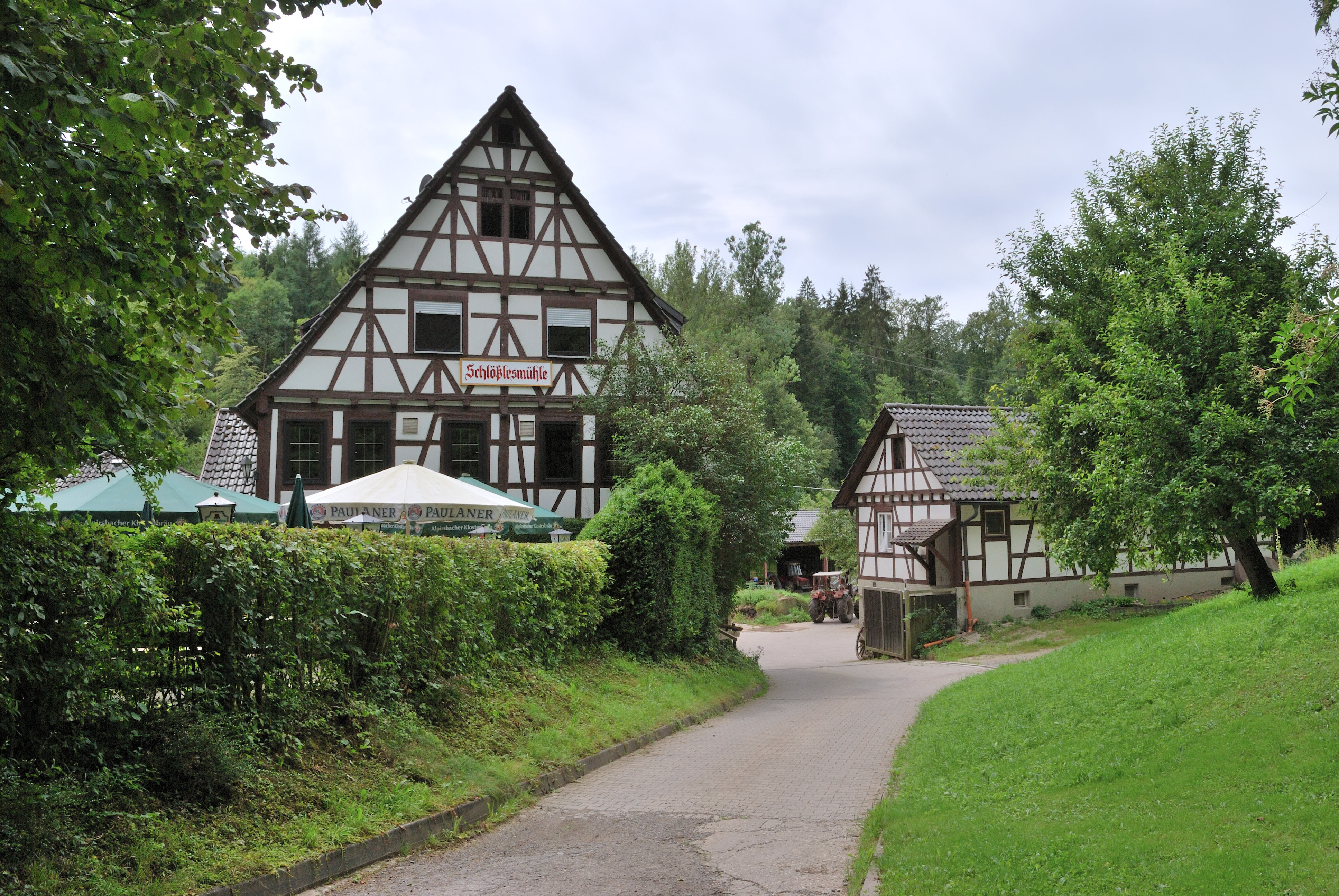
De Schlösslesmühle

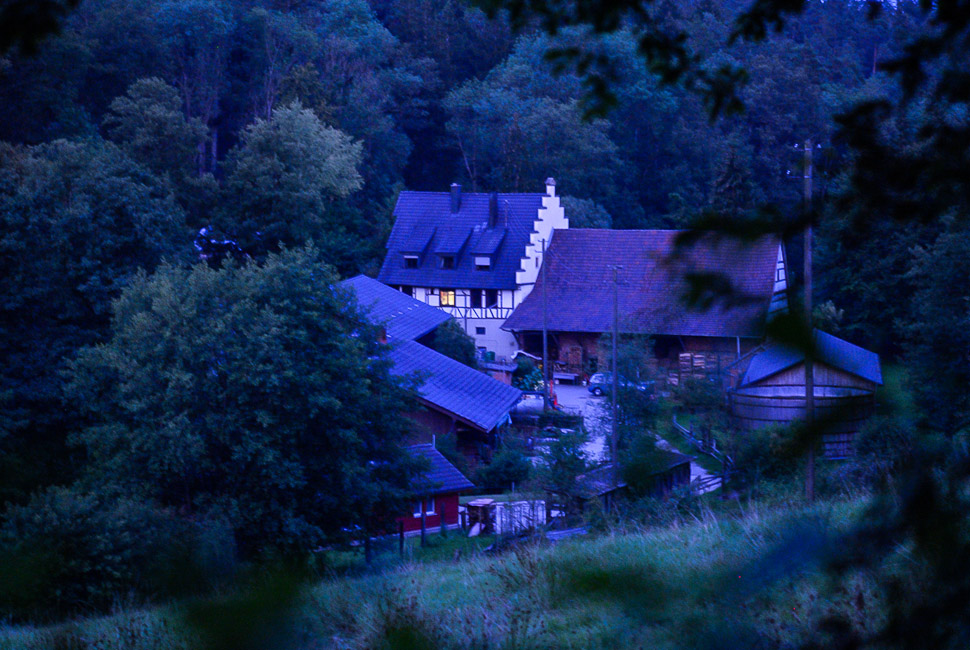
De Schlösslesmühle in de schemering met verlichte trapgevel

De Schlösslesmühle is stroomafwaarts de zesde watermolen in het Siebenmühlental, het beekdal van de Reichenbach, ten zuiden van Stuttgart, in het zuidwesten van Duitsland. De molen ligt op de marke van Leinfelden-Echterdingen. Hier werd tot 1925 graan tot meel gemalen. De molen ligt aan het Bondswandelpad (een voormalige spoorverbinding door het dal) op een hoogte van 382 m boven NAP.

## Geschiedenis
De eerste vermelding van de Schlösslesmühle is in de Württembergse lijst van gebouwen uit 1451. Het was vroeger een poststation met horeca aan de Alte Schweizer Strasse of “Alte Poststrasse”, zoals de weg ook wel werd genoemd, tussen Stuttgart en Tübingen. Dat was de enige postroute van enige omvang in het oude Württemberg voor de internationale postkoets tussen Frankfurt en Stuttgart. De weg werd in de 18e eeuw door hertog Karl Eugen nieuw aangelegd. Deze route deed plaatsen aan als Degerloch, Echterdingen, Waldenbuch, Dettenhausen en Tübingen om uiteindelijk naar Schaffhausen te gaan voor aansluiting met Zwitserland. Enkele bekende Duitse personen die de route per rijtuig of ook te voet volgden waren Johann Wolfgang von Goethe, Friedrich von Schiller, Wilhelm Hauff, Ludwig Uhland en Justinus Kerner.
In de 16e eeuw werd de molen de “Doktorsmühle” genoemd. Rond 1600 verwerft Johann Kielmann von Kielmannseck het gehele complex. Waarschijnlijk is hij het geweest die de opvallende trapgevel liet aanbrengen. In het begin van de 18e eeuw was de naam eerst nog “Kielmannsmühle”. In 1679 wordt het complex voor het eerst als "Schlösslin" (kasteeltje) aangeduid. De huidige naam van de molen is ontstaan in 1747 en ingegeven door de statige kenmerken, met name de opvallende trapgevel, die tegenwoordig in de schemering en 's nachts wordt verlicht. In 1783 werd de verharde weg naar de molen aangelegd. 
De Schlösslesmühle werd als eerste korenmolen in het dal in 1925 stilgelegd. Het waterrad werd daarna tot in de Tweede Wereldoorlog gebruikt om elektriciteit mee op te wekken. In 1945 werd het molengebouw met het waterrad zwaar beschadigd. Tijdens het personenvervoer over de vroegere Siebenmühlentalbahn tussen 23 juni 1928 en 22 mei 1955 was bij de molen een gelijknamige halte. Sinds 1921 is in de molen een restaurant met Biergarten en paviljoen gevestigd en zijn er enkele overnachtingsmogelijkheden. De molen is tegenwoordig al meer dan 95 jaar in het bezit van de familie Stäbler.
Naast de molen is nog een oude kilometersteen naar Frans voorbeeld te zien. De steen herinnert sinds 1974 aan de oudste van de drie stadspartners van Leinfelden-Echterdingen, "Nach Manosque 883 km".

## Externe adressen
- De Schlösslesmühle in het Siebenmühlental
- De eigen presentatie van de Schlösslesmühle

Obere Mühle · Eselsmühle · Mäulesmühle · Seebruckenmühle · Schlechtenmühle · Walzenmühle · Schlösslesmühle · Kochenmühle · Obere Kleinmichelesmühle · Untere Kleinmichelesmühle · Burkhardtsmühle